# مارتن هورليمان
مارتن هورليمان (و. 1897 – 1984 م) هو مصور، وناشر (حرفة)، وكاتب سويسري، ولد في زيورخ، توفي في زيورخ، عن عمر يناهز 87 عاماً.

## روابط خارجية
- مارتن هورليمان على موقع مونزينجر (الألمانية)